# Eumantispa rugicollis
Eumantispa rugicollis är en insektsart som först beskrevs av Navás 1905.  Eumantispa rugicollis ingår i släktet Eumantispa och familjen fångsländor. Inga underarter finns listade i Catalogue of Life.